# Ludkové

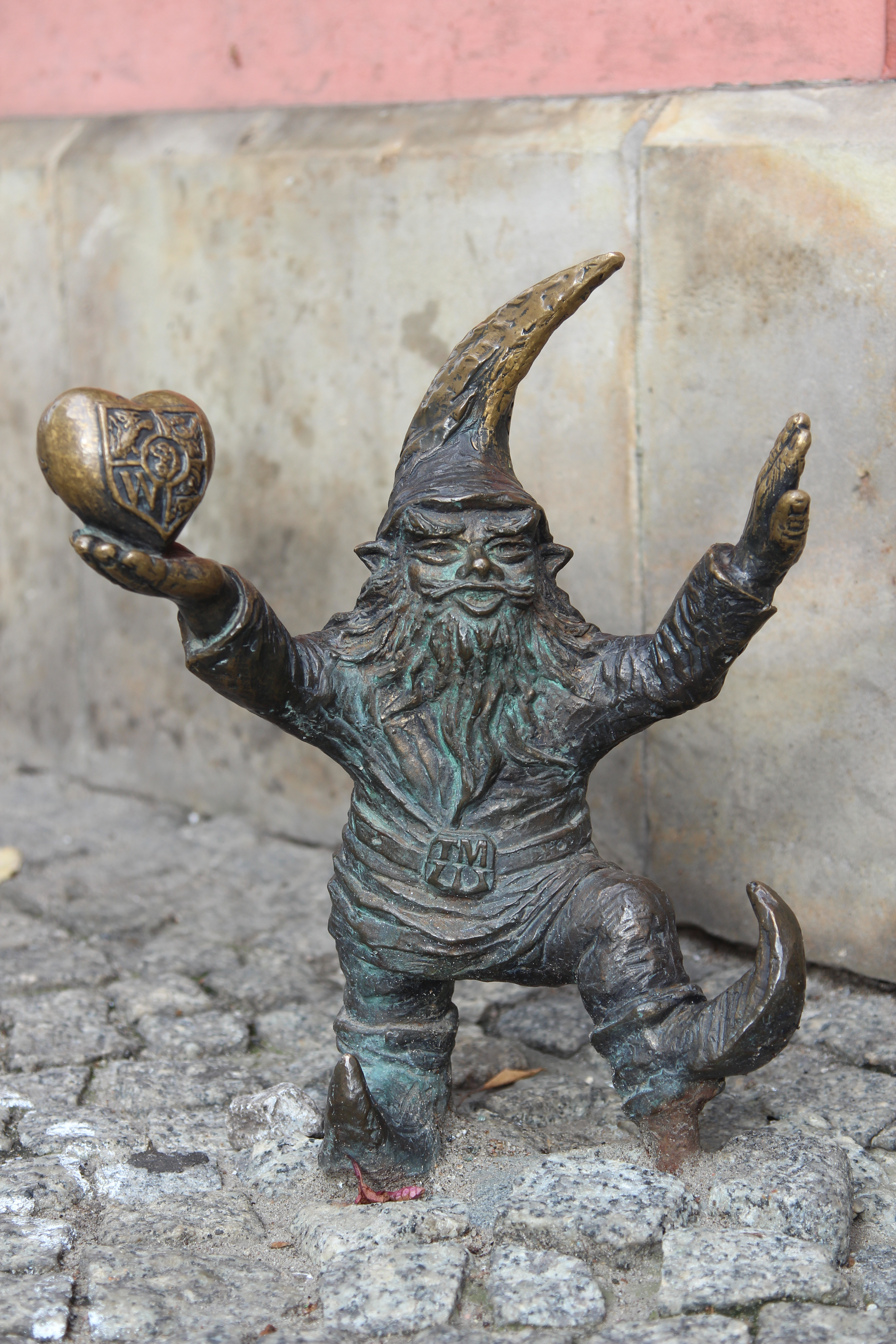
Jeden z vratislavských ludkov

Ludkové jsou malé bytosti ze západoslovanského folklóru, často žijící pod zemí, jejichž označení znamená „malí lidé, lidičky“. V představách o nich se nejspíše spojil kult předků a víra v trpaslíky. V Lužici jsou nazýváni ludki, luźki či palčiky, v Polsku krasnoludki, krasnale. Na Slovensku jsou známi jako lútci či lulici. Krosnalci, tj. zakrslíci jsou známi na Kujavsku a v Lužici, krôsnięta nebo dremne, drumme, tj. „drobní, malí“ jsou známi zase u Kašubů. V Polsku i Rusku jsou známy bytosti zvané karłové, karlíci či karzełci, jejichž označení je odvozeno z německého kerl „muž, chlap“. Další formou této bytosti je polský skarbnik a český permoník.

## Vzhled
Podle lužického podání jsou velmi malí, několik se jich vejde do jedné díže, ale mají velikou hlavu a vypoulené oči. Pestře se oblékají a mají v oblibě velké klobouky a červené čapky. Polští krasnoludci jsou také malí a mají velkou hlavu, navíc mají ošklivé tváře a drsné vousy, také se rádi pestře oblékají, z čehož je odvozeno jejich jméno.

## Chování
Podle Lužických Srbů obývali ludkové Lužici ještě před lidmi, byli pohané a měli svého krále, který sídlil ve Grodku. Protože nemohou snést zvonění, tak se odstěhovali a jsou už jen zřídka k vidění. Mluví zvláštní variantou srbštiny, plnou archaismů a dialektismů, a mají různé jiné zvláštnosti mluvy jako opakování slova ještě jednou, ale s negativní předponou. Někdy obývají i lidské příbytky, ale jinak žijí v podzemí, lesích a horách.
Pěstují zvláštní druh žita a pečou z něj nepříliš kvalitní chléb, jinak se živí i kořínky a planým ovocem. Někdy také berou potravu z lidských polí. Jsou znalí kovářství a lidi naučili stavět domy. Milují hudbu, zpěv a jsou dobří věštci, čehož využívali i lidé. Jejich rodiny mezi sebou často válčí, v jednom takové boji prý všichni zahynuli. K lidem jsou však přátelští a často si od nich půjčují věci, za což je odměňují. Dobré vztahy mívají především s jednou rodinou. Dokonce se vypráví o tom, že si jeden ludek vzal lidskou ženu. Své mrtvé spalují a jejich popel pohřbívají v nádobech do země, starověké hroby v Lužici byly dříve přisuzovány právě ludkům.
Polští krasnoludci žijí nejčastěji v dírách v zemi, ale také za pecí nebo pod komínem v lidských obydlích. Lidem jsou přízniví, ale kradou nekřtěné děti a podvrhují místo nich své ošklivé, kterých se dá zbavit bitím. Věřilo se, že dokud se krasnoludci objevovali, bylo na světě lépe, ale protože je vyhnalo zvonění, je na světě bída. Slovenští lútci jsou oblečeni jako havíři a bydlí v horách, vládne jim Kovlad a Runa, paní zlatých dolů.